# Familie Ruppius
Die Zwickauer Familie Ruppius ist bekannt für die mütterliche Aufnahme des jungen Robert Schumann und die väterliche Bekleidung des Bürgermeisteramtes, die mit einem Finanzskandal endete.

## Familienmitglieder
Die Familie bestand aus
- Carl Heinrich Ruppius (1756 bis 19. Dezember 1831)[1], ein Bürgermeister von Zwickau in den 1820er Jahren und Tranksteuereinnehmer[2],
- Eleonore Caroline Elisabeth Ruppius, geborene Ferber (1765 bis 22. März 1841)[3], eine Taufpatin von Robert Schumann,
- den Kindern Carl Eduard, Caecilie Caroline Clementine und Theresia[4] sowie Enkelkindern[1].

Möglicherweise entstammt Eleonore Caroline Elisabeth der Bürgermeisterdynastie Ferber. Dafür spricht der Geburtsname und der dazu passende soziale Status von Carl Heinrich: Dieser war zunächst Stadtschreiber, ab 1806 Stadtvogt und später Bürgermeister.

## Immobilien
Der Erstwohnsitz war zunächst in der Korngasse Nr. 324 und 325 (»heutige Hauptstraße vom Markt aus in Richtung Dr.-Friedrich-Ring auf der linken Seite hinter dem Gebäude, in dem sich das Kaufhaus Joh befindet«). Am 28. September 1814 verkaufte Carl Heinrich beide an Fleischhauer Christian Gotthilf Fink.
1814 oder 1815 erfolgte der Umzug in den bisherigen Zweitwohnsitz: Bereits ab 20. Mai 1803 hatte Ruppius zwei Stadtgrabengrundstücke gepachtet und dort einen Obst- und Gemüsegarten angelegt. Erweitert wurde das Grundstück durch Zwingerstücke am 29. Mai 1805 und 13. September 1823 durch das Gebiet des verlassenen Röhrenschuppens. Die Adresse war Nr. 986, später Braugasse Nr. 636. Auf dem damaligen Grundstück »zwischen FleischerPforte und MalzHause« hinter dem Gewandhaus steht heute teilweise das Centrum Parkhaus Zwickau. Zum Zeitpunkt des Todes von Carl Heinrich gab es ein Wohnhaus, das aus dem ehemaligen Fleischerturm mit zwei angebauten Seitenflügeln, einem Badehaus, einem Pumpenhäuschen, einem Gartenpavillon, Holzschuppen und den Garten mit Fontäne bestand. Der Gesamtwert wurde auf 275 Taler geschätzt. Eleonore Caroline Elisabeth pachtete das Anwesen zunächst weiterhin, kaufte es 1836 und verkaufte es am 28. Juni 1838 an Medizinalrat Ludolph Herrmann Unger. Sie wohnte zuletzt im »Dürrschen Hause auf der Frauengasse« (heutige Innere Plauensche Straße) zur Miete.

## Eleonore Caroline Elisabeth als Taufpatin Robert Schumanns
Eleonore Caroline Elisabeth wurde am 14. Juni 1810 eine Taufpatin von Robert Schumann. Als solche nahm sie wenige Jahre später das Kind auf. Robert erinnerte sich fünfzehnjährig an diese Zeit: Er sei zunächst ein normales Kind gewesen,
da wurde ich denn, weil meine Mutter [1813] das Nervenfieber [damalige Bezeichnung für Typhus] bekam und man sich vor Ansteckung fürchtete, erstlich nur auf 6 Wochen bey der jetzigen Burgermeister Ruppius gethan.– Leicht verflossen mir diese Wochen dahin, denn zu ihrem Rum muss man sagen, daß sie es in Erziehung der Kinder weit gebracht hat: ich liebte sie, sie ward meine zweite Mutter, kurz ich blieb zwey u. ein halb Jahr unter ihrer wahrhaft mütterlichen Aufsicht: ich ging jeden Tag einmal bey meinen Eltern u. sonst bekümmerte ich mich nicht weiter um sie: noch recht gut erinnere ich mich, daß ich die Nacht ehe ich aus diesen Hause fortzog, nicht schlafen konnte und die ganze Nacht hindurch weinte, daß ich auch einmal zuvor, als die Fr. Ruppius verreißt war, die Nacht, wo sie wieder kommen sollte, allein aufstand, mich an das Fenster sezte, bitter weinte, und daß man mich früh, Thränen auf den Baken herabrollend, schlafend fand.
Robert schrieb am 3. Juli 1817 seiner Mutter von einer Begegnung mit »Ruppiussens« am 24. Juni: »Da habe ich gekriegt ein Magnetspiel und einen Feldhasen und vieles Gebackenes. Dieses Magnetspiel gefiel mir und weil ich es aufmachte da waren 2 Schwäne und Magnetstab.«

## Carl Heinrich als Bürgermeister
Carl Heinrich wurde 1821, 1823 und zuletzt 1825 zum Bürgermeister gewählt. Das Amt bekleidete er jährlich im Wechsel mit zunächst Christian Gottlieb Haugk und danach Christian Heinrich Pinther. Seine letzte Amtszeit ab 1825 wurde mit einer vorläufigen, unbezahlten Beurlaubung am 20. August 1827 und schließlich einer offiziellen Suspendierung am 11. Februar 1830 beendet »wegen getriebenen Wuchers u. Verfälschung einer Urkunde«. Hintergrund ist, dass Ruppius Gläubiger von Gottfried Flechtner gewesen war.